# Tour Eiffel (Delaunay, 1926)
Pour les articles homonymes, voir Tour Eiffel (homonymie).
Tour Eiffel est un tableau peint par Robert Delaunay en 1926. Cette huile sur toile représente la tour Eiffel et le Champ-de-Mars. Elle est conservée au musée d'Art moderne de Paris. Robert Delaunay a peint plus d'une cinquantaine de tableaux où la Tour Eiffel est représentée en sujet principal ou en sujet annexe.